# N-220 (Spanje)
De N-220 is een nationale weg in Spanje die de luchthaven van Valencia verbindt met de ringweg van Valencia, de V-30.